# Općina Studeničani
Općina Studeničani  (makedonski: Општина Студеничани) je jedna od 80 općina Republike Sjeverne Makedonije koja se prostire na sjeveru Sjeverne Makedonije. 
Upravno sjedište ove općine je selo Studeničani, s 5 786 stanovnika.

## Zemljopisne osobine
Općina Studeničani je prigradska skopska općina koja se prostire svojim sjevernim dijelovima po ravnom Skopskom polju, a južnim po obroncima planina Karadžica i Brazda.  
Općina Studeničani graniči sa sjevera s Općinom Kisela Voda, Općinom Aerodrom i Općinom Gazi Baba. Sa sjeveroistoka graniči s Općinom Petrovec, s istoka graniči s Općinom Zelenikovo, s juga graniči s Općinom Čaška i Općinom Makedonski Brod, a sa zapada s Općinom Sopište.
Ukupna površina Općine Studeničani  je 276.16 km².

## Stanovništvo
Općina Studeničani   ima 17 246 stanovnika. Po popisu stanovnika iz 2002. nacionalni sastav stanovnika u općini bio je sljedeći;

## Naselja u Općini Studeničani
Ukupni broj naselja u općini je 19, od kojih su svih 19 sela.

## Pogledajte i ovo
- Sjeverna Makedonija
- Općine Sjeverne Makedonije

## Vanjske poveznice
- Općina Studeničani na stranicama Discover Macedonia